# Union démocratique Lahu

Drapeau Lahu alternatif.

L'Union démocratique Lahu (birman : လားဟူဒီမိုကရက်တစ်အစည်းအရုံး ; abrégé en LDU) est un groupe politique et insurgé de Lahu en Birmanie.

## Histoire
Elle signe l'Accord national de cessez-le-feu (NCA) avec le gouvernement birman le 13 février 2018,,. La LDU fait partie du Conseil fédéral des nationalités unies (en) (UNFC) et de sa coalition militaire, l'Armée fédérale de l'Union (en) (FUA). Après le coup d'État de février 2021, la LDU se divise en deux factions rivales, Kyar Solomon dirigeant le groupe pro-Junte.